# Judecata de Apoi

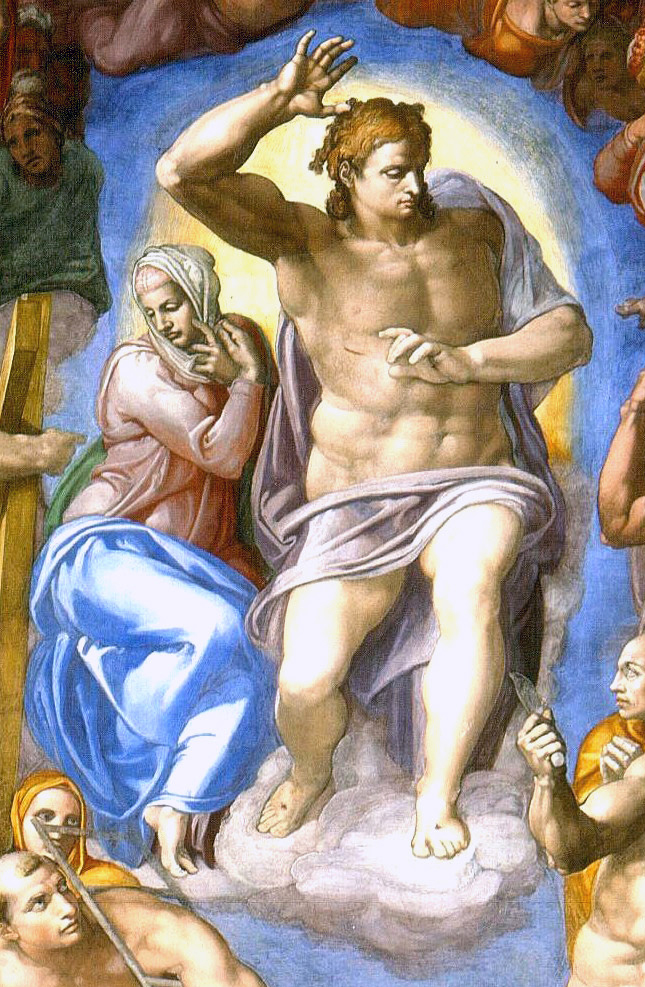
Michelangelo Buonarroti, Judecata de Apoi (detaliu)

Conform credințelor creștine, Judecata de Apoi sau Ziua Domnului este ziua în care Isus Hristos va judeca toți oamenii care au trăit vreodată. Ea va urma Învierii Morților și celei de-a doua veniri a lui Isus Hristos (conform Apocalipsa 20:12–15). Această credință a inspirat numeroase opere de artă pe această temă.

## Textul biblic
„Și am văzut pe morți, pe cei mari și pe cei mici, stând înaintea tronului și cărțile au fost deschise; și o altă carte a fost deschisă, care este cartea vieții; și morții au fost judecați din cele scrise în cărți, potrivit cu faptele lor. Și marea a dat pe morții cei din ea și moartea și iadul au dat pe morții lor, și judecați au fost, fiecare după faptele sale. Și moartea și iadul au fost aruncate în râul de foc. Aceasta e moartea cea de a doua: iezerul cel de foc. Iar cine n-a fost aflat scris în cartea vieții, a fost aruncat în iezerul de foc.”— Apocalipsa 20:12–15